# Antipenki
Antipenki (en rus: Арбаж) és un poble de l'óblast de Kírov, a Rússia, segons el cens del 2010 tenia 3. Pertany al districte d'Arbaj.